# Zomba
Pour les articles homonymes, voir Zomba (homonymie).
Zomba est une ville du Malawi d'environ 100 000 habitants en 2008. Elle est la quatrième ville du pays.

## Histoire
En 1891, elle devient la capitale de la colonie britannique du Nyassaland puis du Malawi à son indépendance en 1964. Lilongwe devint la capitale dix ans plus tard mais le Parlement resta à Zomba jusqu'en 1994. La ville accueille l'université du Malawi et est le siège d'un évêché catholique.

## Personnalités liées
- Joana Ntaja (1984-2015), femme politique malawite. Elle est la première femme maire de la ville, entre juillet 2014 et mars 2015.
- Upile Chisala (1994-), poétesse.